# دیوید جاکو
دیوید جاکو با نام اصلی دیوید لی جاکو (به انگلیسی: David Lee Jaco) ‏(زاده ۲۴ ژانویه ۱۹۵۴) یک بوکسور بازنشسته سنگین‌وزن است. او در دوران کار خود با بوکسورهای مختلفی جنگید تا رکوردهای شغلی خود را بسازد. وی در سال ۱۹۹۴ با ۲۴ برد (۱۹ ناک اوت)، ۲۵ باخت (۱۸ ناک اوت) و ۱ تساوی بازنشسته شد. اگرچه مسابقات زیادی را در برابر مایک تایسون، جورج فورمن، تامی موریسون، کارل ویلیامز، تونی تاکر، باستر داگلاس، مایک ویور و الیور مک کال از دست داد، اما در برابر دونووان رادوک ناکام، ریک «کینگ کنگ» کلر و بسیاری موارد دیگر پیروز شد.

## کارنامه بوکس حرفه ای
| 24 Wins (19 knockouts, 5 decisions), 25 Losses (18 knockouts, 7 decisions), 1 Draw |         |                   |     |      |            |                                                |                                                                                                |
| نتیجه                                                                              | امتیاز  | حریف              | ثبت | راند | تاریخ      | محل                                            | توضیح                                                                                          |
| Loss                                                                               | ۲۴–۲۵–۱ | دیوید بی          | TKO | ۸    | ۱۷/۰۹/۱۹۹۴ | ماکائو، چین                                    |                                                                                                |
| Loss                                                                               | ۲۴–۲۴–۱ | Adilson Rodrigues | UD  | ۱۰   | ۳۱/۰۷/۱۹۹۳ | سائو پائولو، برزیل                             | 89-99, 89-100, 89-99.                                                                          |
| Loss                                                                               | ۲۴–۲۳–۱ | Melton Bowen      | TKO | ۲    | ۲۹/۰۱/۱۹۹۳ | کلمبیا، کارولینای جنوبی، ایالات متحده آمریکا   | WBFo Intercontinental Heavyweight Title. Referee stopped the bout at 2:58 of the second round. |
| Loss                                                                               | ۲۴–۲۲–۱ | Bert Cooper       | UD  | ۱۰   | ۱۱/۰۷/۱۹۹۲ | فورت مایرز، فلوریدا، ایالات متحده آمریکا       |                                                                                                |
| Loss                                                                               | ۲۴–۲۱–۱ | Alexander Zolkin  | PTS | ۱۰   | ۱۲/۰۶/۱۹۹۲ | کلمبوس، اوهایو، ایالات متحده آمریکا            |                                                                                                |
| Loss                                                                               | ۲۴–۲۰–۱ | Magne Havnå       | TKO | ۴    | ۱۴/۰۳/۱۹۹۲ | کپنهاگ، دانمارک                                |                                                                                                |
| Loss                                                                               | ۲۴–۱۹–۱ | Mike Hunter       | TKO | ۳    | ۱۴/۰۲/۱۹۹۲ | لاس وگاس، ایالات متحده آمریکا                  |                                                                                                |
| Win                                                                                | ۲۴–۱۸–۱ | Danny Sutton      | TKO | ۳    | ۱۶/۱۰/۱۹۹۱ | برادنتون، فلوریدا، ایالات متحده آمریکا         |                                                                                                |
| مساوی Draw                                                                         | ۲۳–۱۸–۱ | دیوید بی          | PTS | ۱۰   | ۰۷/۰۹/۱۹۹۱ | ساراسوتا، فلوریدا، ایالات متحده آمریکا         |                                                                                                |
| Win                                                                                | ۲۳–۱۸   | Haakan Brock      | SD  | ۶    | ۱۱/۰۶/۱۹۹۱ | میامی بیچ، فلوریدا، ایالات متحده آمریکا        |                                                                                                |
| Win                                                                                | ۲۲–۱۸   | Greg Payne        | TKO | ۲    | ۱۱/۰۵/۱۹۹۱ | اورلندو، فلوریدا، ایالات متحده آمریکا          |                                                                                                |
| Win                                                                                | ۲۱–۱۸   | Frankie Hines     | TKO | ۴    | ۲۰/۱۰/۱۹۹۰ | چارلستون، کارولینای جنوبی، ایالات متحده آمریکا | Referee stopped the bout at 2:03 of the fourth round.                                          |
| Loss                                                                               | ۲۰–۱۸   | تامی موریسون      | KO  | ۱    | ۱۹/۰۹/۱۹۸۹ | جکسون‌ویل، فلوریدا، ایالات متحده آمریکا         |                                                                                                |
| Loss                                                                               | ۲۰–۱۷   | Alex Stewart      | TKO | ۱    | ۱۸/۰۲/۱۹۸۹ | بوداپست، مجارستان                              |                                                                                                |
| Loss                                                                               | ۲۰–۱۶   | جرج فورمن         | TKO | ۱    | ۲۸/۱۲/۱۹۸۸ | بیکرزفیلد، کالیفرنیا، ایالات متحده آمریکا      |                                                                                                |
| Loss                                                                               | ۲۰–۱۵   | Gary Mason        | TKO | ۴    | ۲۴/۱۰/۱۹۸۸ | وینزر، بارکشر، بریتانیا                        |                                                                                                |
| Loss                                                                               | ۲۰–۱۴   | الیور مک‌کال       | UD  | ۱۰   | ۳۰/۰۶/۱۹۸۸ | ویرجینیا بیچ، ویرجینیا، ایالات متحده آمریکا    |                                                                                                |
| Loss                                                                               | ۲۰–۱۳   | Mike Ronay Evans  | TKO | ۹    | ۲۱/۰۵/۱۹۸۸ | گری، ایندیانا، ایالات متحده آمریکا             | Midwest Heavyweight Title.                                                                     |
| Win                                                                                | ۲۰–۱۲   | Michael Simuwelu  | KO  | ۱    | ۱۱/۰۳/۱۹۸۸ | دوسلدورف، نوردراین-وستفالن، آلمان              |                                                                                                |
| Loss                                                                               | ۱۹–۱۲   | Philipp Brown     | UD  | ۱۰   | ۲۰/۰۲/۱۹۸۸ | ترومبول، کنتیکت، ایالات متحده آمریکا           |                                                                                                |
| Loss                                                                               | ۱۹–۱۱   | Mike Weaver       | KO  | ۲    | ۲۹/۰۷/۱۹۸۷ | یائونده، کامرون                                |                                                                                                |
| Loss                                                                               | ۱۹–۱۰   | Johnny Du Plooy   | KO  | ۲    | ۲۲/۱۱/۱۹۸۶ | ژوهانسبورگ، آفریقای جنوبی                      |                                                                                                |
| Loss                                                                               | ۱۹–۹    | Elijah Tillery    | KO  | ۹    | ۱۱/۰۷/۱۹۸۶ | Swan Lake, New York, ایالات متحده آمریکا       |                                                                                                |
| Loss                                                                               | ۱۹–۸    | José Ribalta      | KO  | ۵    | ۱۳/۰۵/۱۹۸۶ | بلومینگتن، مینه‌سوتا، ایالات متحده آمریکا       |                                                                                                |
| Loss                                                                               | ۱۹–۷    | باستر داگلاس      | UD  | ۸    | ۱۹/۰۴/۱۹۸۶ | لاس وگاس، ایالات متحده آمریکا                  |                                                                                                |
| Loss                                                                               | ۱۹–۶    | مایک تایسون       | TKO | ۱    | ۱۱/۰۱/۱۹۸۶ | آلبانی، نیویورک، ایالات متحده آمریکا           |                                                                                                |
| Loss                                                                               | ۱۹–۵    | Tony Tucker       | TKO | ۳    | ۱۹/۱۰/۱۹۸۵ | مونت‌کارلو، موناکو                              |                                                                                                |
| Loss                                                                               | ۱۹–۴    | Pierre Coetzer    | KO  | ۶    | ۰۸/۰۷/۱۹۸۵ | ژوهانسبورگ، آفریقای جنوبی                      |                                                                                                |
| Win                                                                                | ۱۹–۳    | دونووان رادوک     | TKO | ۸    | ۳۰/۰۴/۱۹۸۵ | دارتموث، نوا اسکوشیا، کانادا                   |                                                                                                |
| Loss                                                                               | ۱۸–۳    | Dion Simpson      | TKO | ۳    | ۰۹/۰۲/۱۹۸۵ | پورت هارون، میشیگان، ایالات متحده آمریکا       |                                                                                                |
| Win                                                                                | ۱۸–۲    | Rick Kellar       | KO  | ۳    | ۰۹/۰۱/۱۹۸۵ | سگینو، میشیگان، ایالات متحده آمریکا            |                                                                                                |
| Loss                                                                               | ۱۷–۲    | Carlos Hernandez  | UD  | ۱۰   | ۱۴/۱۱/۱۹۸۴ | نیویورک، ایالات متحده آمریکا                   |                                                                                                |
| Win                                                                                | ۱۷–۱    | Cornelius Benson  | UD  | ۸    | ۲۴/۱۰/۱۹۸۴ | سگینو، میشیگان، ایالات متحده آمریکا            |                                                                                                |
| Win                                                                                | ۱۶–۱    | Ken Penn          | KO  | ۱    | ۲۱/۰۹/۱۹۸۴ | تالسا، اکلاهما، ایالات متحده آمریکا            |                                                                                                |
| Win                                                                                | ۱۵–۱    | Ron Draper        | KO  | ۳    | ۱۴/۰۹/۱۹۸۴ | آیووا، ایالات متحده آمریکا                     |                                                                                                |
| Win                                                                                | ۱۴–۱    | Larry Landers     | KO  | ۴    | ۲۷/۰۷/۱۹۸۴ | ماکن، جورجیا، ایالات متحده آمریکا              |                                                                                                |
| Win                                                                                | ۱۳–۱    | Rick Kellar       | PTS | ۸    | ۲۳/۰۶/۱۹۸۴ | دوبوک، آیووا، ایالات متحده آمریکا              |                                                                                                |
| Loss                                                                               | ۱۲–۱    | Carl Williams     | TKO | ۱    | ۳۰/۰۶/۱۹۸۳ | آتلانتیک سیتی، نیوجرسی، ایالات متحده آمریکا    |                                                                                                |
| Win                                                                                | ۱۲–۰    | Melvin Hosey      | TKO | ۴    | ۱۶/۰۴/۱۹۸۳ | تولیدو، اوهایو، ایالات متحده آمریکا            |                                                                                                |
| Win                                                                                | ۱۱–۰    | Jeff Burg         | TKO | ۱    | ۰۵/۰۳/۱۹۸۳ | بی سیتی، میشیگان، ایالات متحده آمریکا          |                                                                                                |
| Win                                                                                | ۱۰–۰    | David Starkey     | TKO | ۳    | ۱۲/۰۲/۱۹۸۳ | لیما، اوهایو، ایالات متحده آمریکا              |                                                                                                |
| Win                                                                                | ۹–۰     | Vernon Bridges    | PTS | ۸    | ۱۹/۰۸/۱۹۸۲ | بی سیتی، میشیگان، ایالات متحده آمریکا          |                                                                                                |
| Win                                                                                | ۸–۰     | Harold Johnson    | KO  | ۲    | ۱۷/۰۴/۱۹۸۲ | دیتون (اوهایو), ایالات متحده آمریکا            |                                                                                                |
| Win                                                                                | ۷–۰     | Harold Speakman   | KO  | ۳    | ۰۸/۱۲/۱۹۸۱ | کلمبوس، اوهایو، ایالات متحده آمریکا            |                                                                                                |
| Win                                                                                | ۶–۰     | Doug Meiring      | KO  | ۳    | ۰۹/۱۰/۱۹۸۱ | تولیدو، اوهایو، ایالات متحده آمریکا            |                                                                                                |
| Win                                                                                | ۵–۰     | Otis Evans        | KO  | ۲    | ۰۸/۰۸/۱۹۸۱ | پنساکولا (فلوریدا), ایالات متحده آمریکا        |                                                                                                |
| Win                                                                                | ۴–۰     | Vernon Bridges    | PTS | ۶    | ۲۹/۰۷/۱۹۸۱ | سگینو، میشیگان، ایالات متحده آمریکا            |                                                                                                |
| Win                                                                                | ۳–۰     | Stanley Dollison  | KO  | ۱    | ۲۰/۰۶/۱۹۸۱ | فیندلای، اوهایو، ایالات متحده آمریکا           |                                                                                                |
| Win                                                                                | ۲–۰     | Hubert Adams      | KO  | ۱    | ۱۳/۰۲/۱۹۸۱ | لیما، اوهایو، ایالات متحده آمریکا              |                                                                                                |
| Win                                                                                | ۱–۰     | Vic Wallace       | KO  | ۴    | ۰۶/۰۱/۱۹۸۱ | پونتیاک، میشیگان، ایالات متحده آمریکا          |                                                                                                |